# تینا اوناسیس نیارخوس
آتینا ماریا «تینا» اوناسیس نیارخوس (انگلیسی: Athina Maria "Tina" Onassis Niarchos) یا آتینا «تینا» لیوانو (یونانی: Αθηνά (Τίνα) Λιβανού؛ ۱۹ مارس ۱۹۲۹ – ۱۰ اکتبر ۱۹۷۴) سرمایه‌دار پرنفوذ، کارآفرین و وارث شرکت کشتیرانی یونانی-فرانسوی است که در انگلستان زاده شد و دختر دوم سرمایه‌گذار متنفذ و غول کشتیرانی بین‌المللی استاوروس لیوانو بود. وی همسر نخست آریستوتلیس اوناسیس بود که بعدها با شوهرخواهر خود استاوروس نیارخوس ازدواج کرد.